# Panorpa japonica
Panorpa japonica är en näbbsländeart som först beskrevs av Carl Peter Thunberg 1784.  Panorpa japonica ingår i släktet Panorpa och familjen skorpionsländor. Inga underarter finns listade i Catalogue of Life.

## Bildgalleri

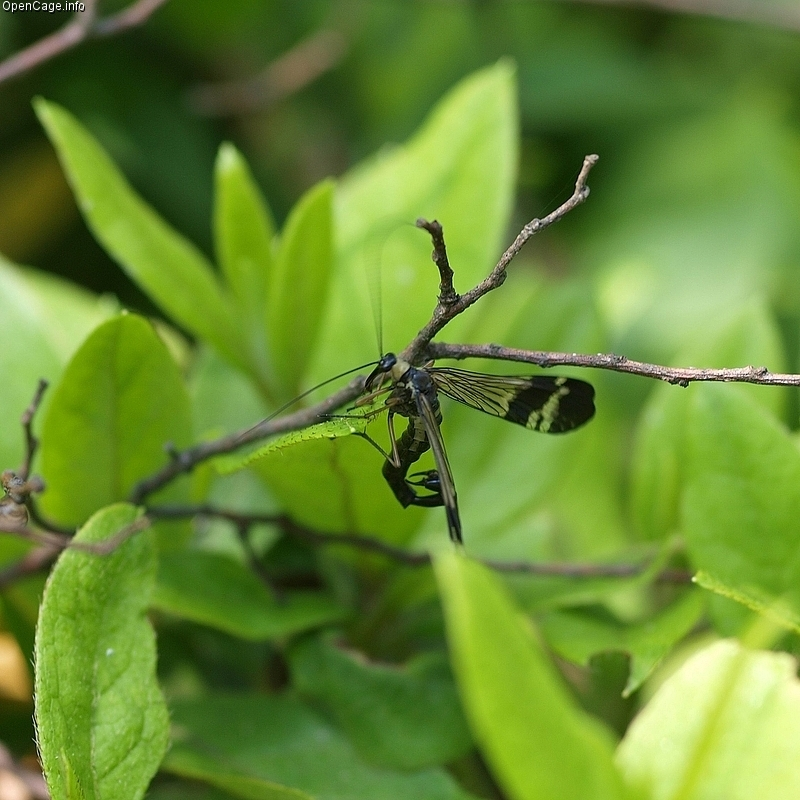
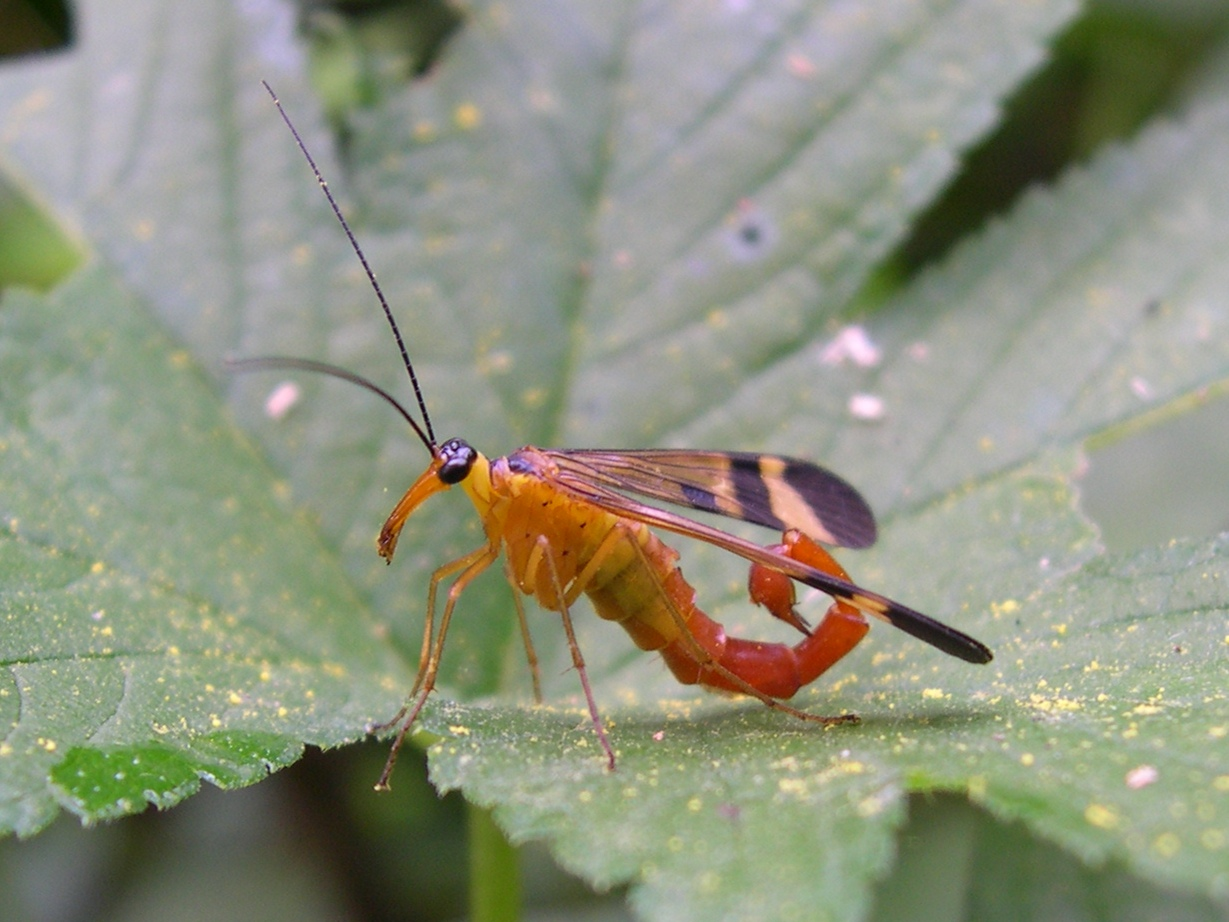
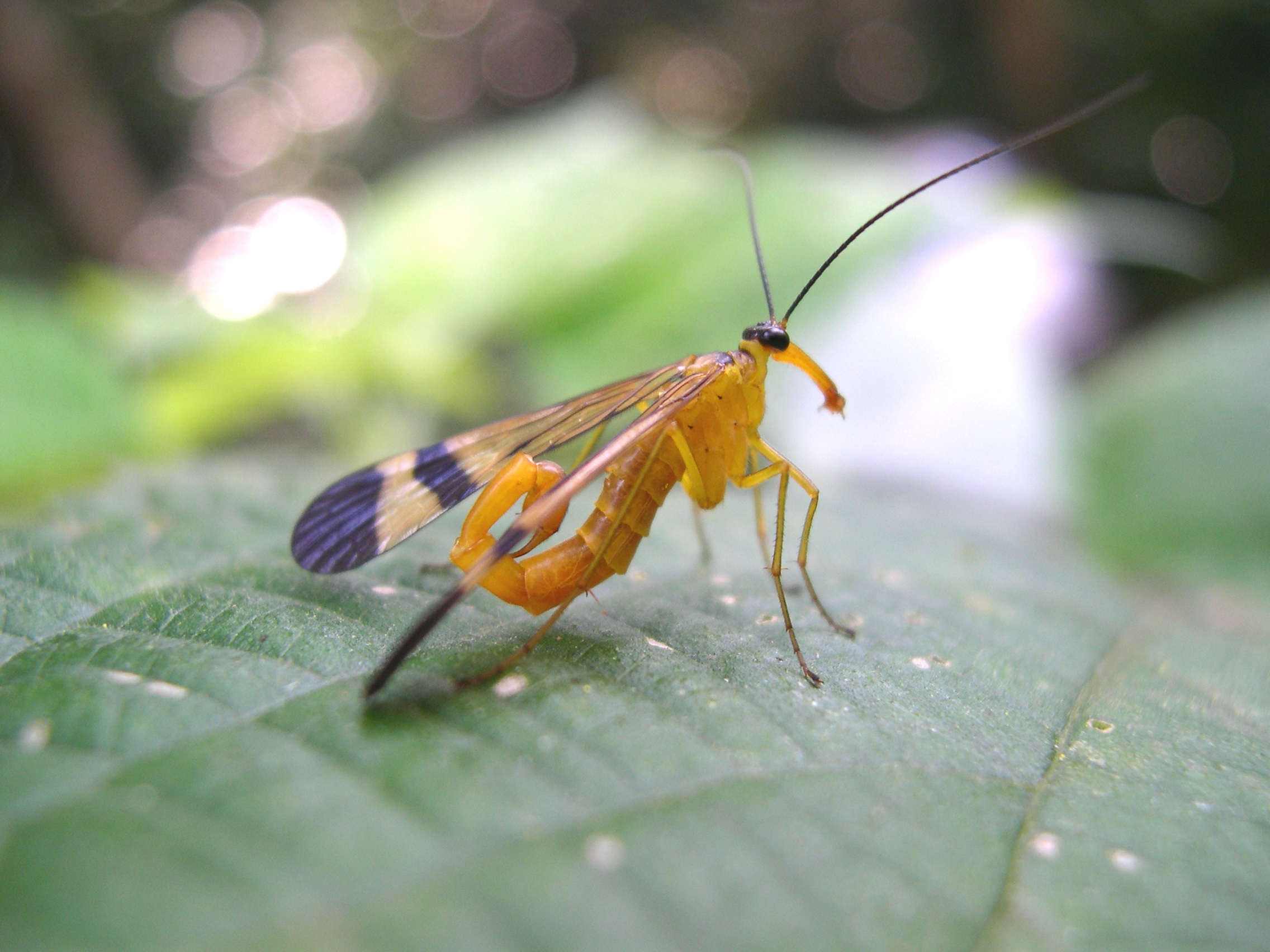
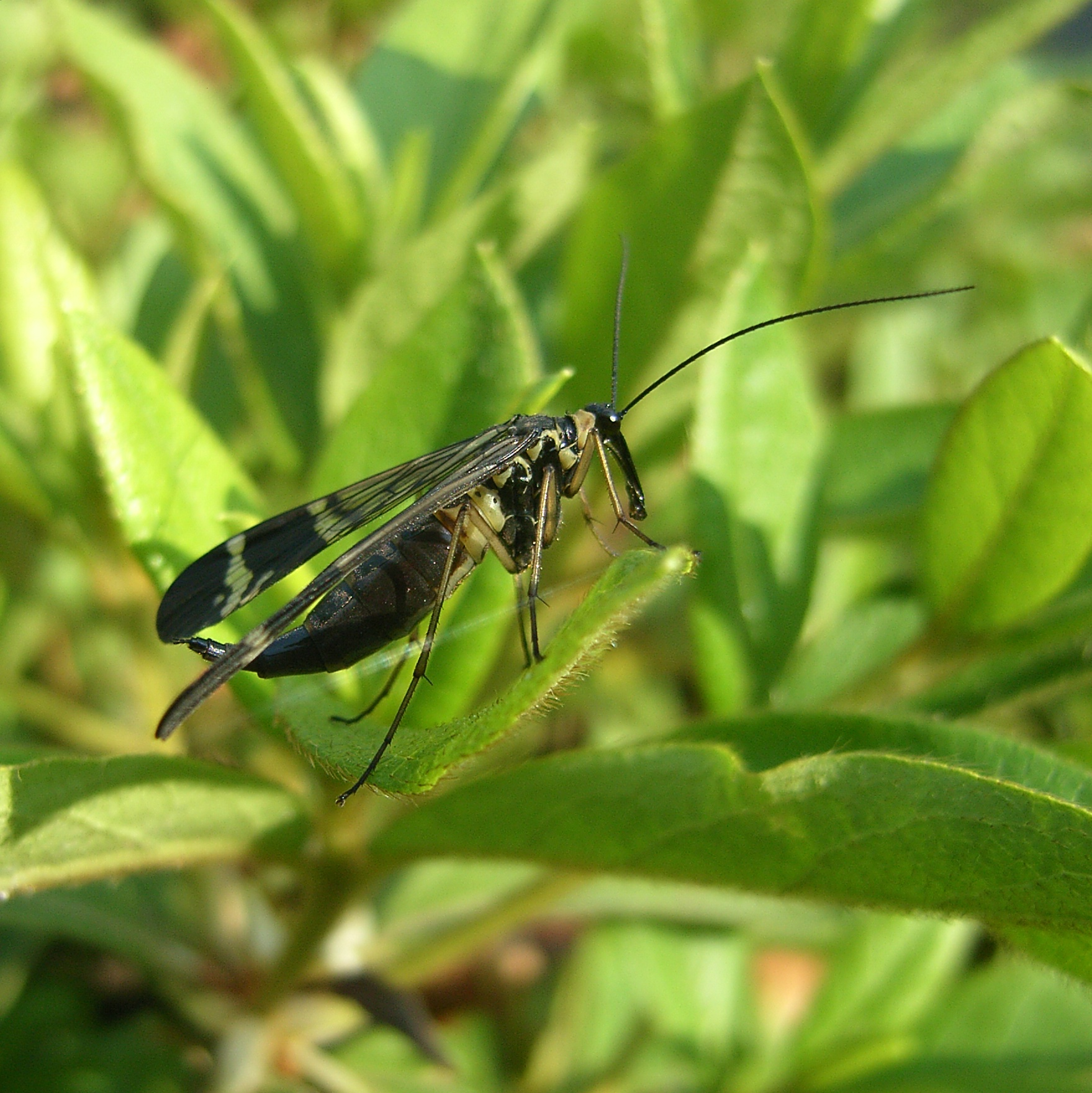
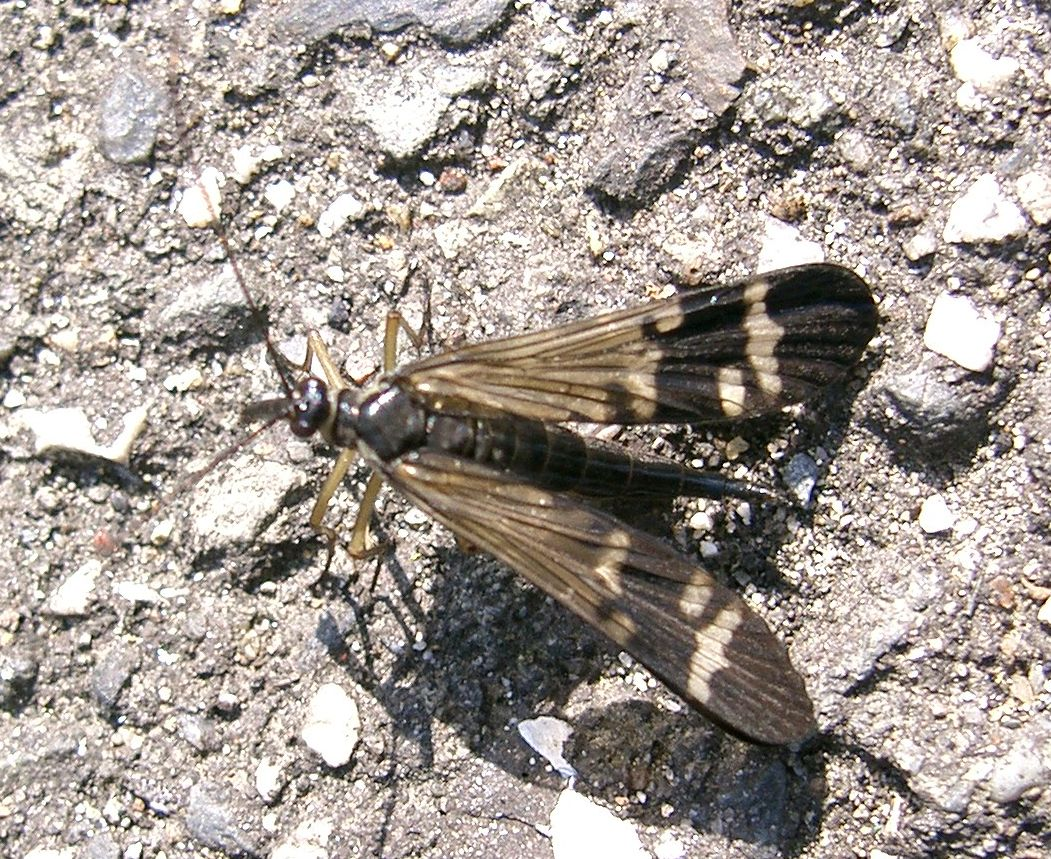
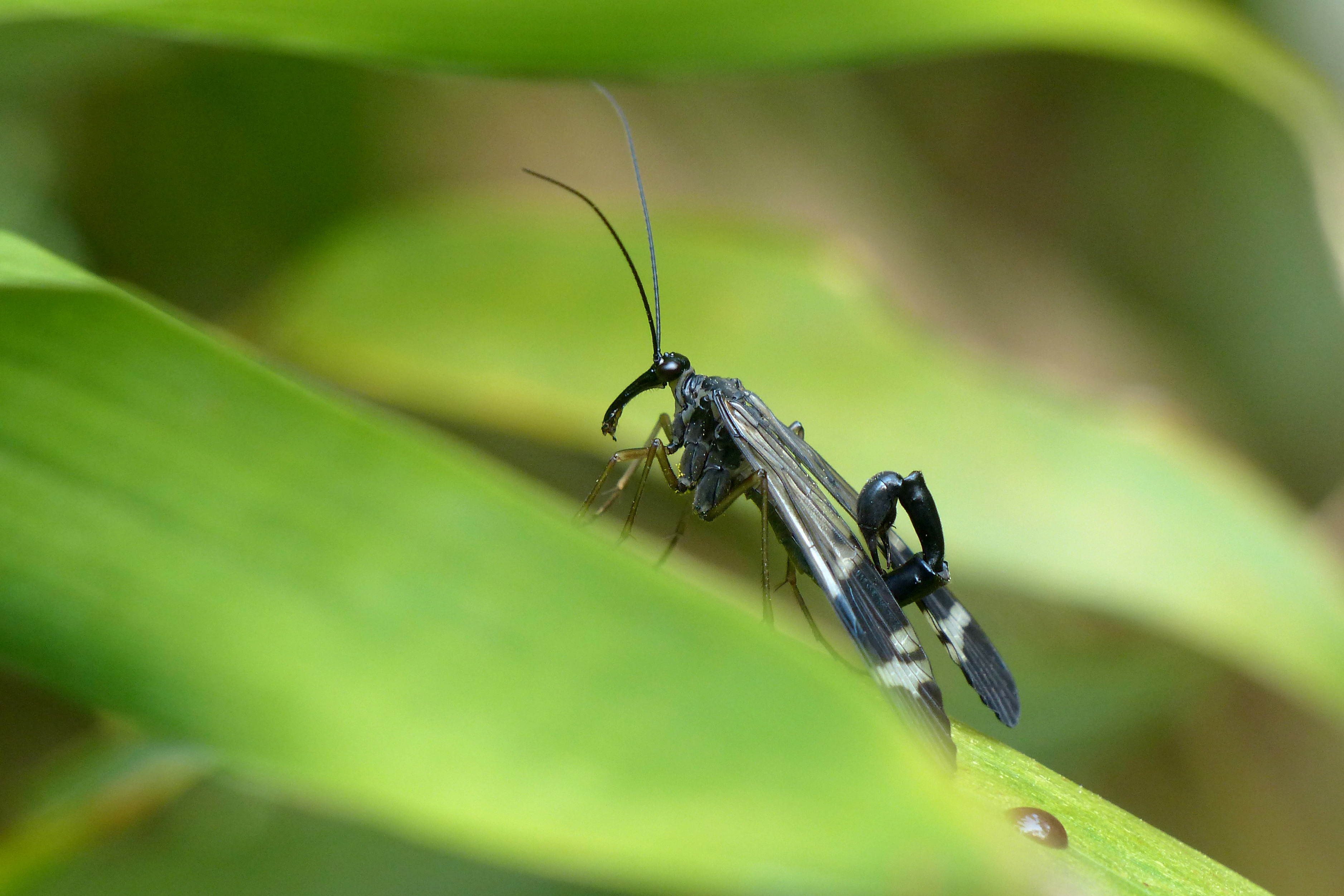